# Happy Birthday : Souhaitez ne jamais être invité
Pour les articles homonymes, voir Happy Birthday.
Pour plus de détails, voir Fiche technique et Distribution.
Happy Birthday : Souhaitez ne jamais être invité (Happy Birthday to Me) est un film d'horreur canadien de type slasher réalisé par J. Lee Thompson et sorti en 1981.
Son intrigue tourne autour de six meurtres brutaux se produisant à l'occasion de l'anniversaire d'une collégienne populaire.

## Synopsis
Virginia "Ginny" Wainwright est une belle et populaire étudiante à la Crawford Academy. Elle fait partie du Top Dix, un groupe d'élite qui regroupe les étudiants universitaires les plus riches, les plus snobs et les plus populaires et qui se retrouvent souvent au restaurant La Taverne sur le port.
Mais les membres de ce groupe commencent à être décimés les uns après les autres par un mystérieux assassin. Virginia, qui a précédemment survécu à un accident de voiture et qui depuis est en proie à d'étranges hallucinations, craint d'être la meurtrière. Mais la vérité est beaucoup plus troublante.

## Fiche technique
- Titre original : Happy Birthday to Me
- Titre français : Happy Birthday : Souhaitez ne jamais être invité
- Réalisation : J. Lee Thompson
- Scénario : Timothy Bond, Peter Jobin, John Saxton et John Beaird
- Photographie : Miklos Lente
- Décors : Tom Burman
- Montage : Debra Karen
- Musique : Bo Harwood et Lance Rubin
- Production : John Dunning, Stewart Harding et Andre Link
- Sociétés de production : Columbia Pictures, Téléfilm Canada, Famous Players et The Birthday Film Company
- Société de distribution : Columbia Pictures
- Budget : 3 500 000 $
- Pays d'origine :  Canada
- Langue originale : anglais
- Format : couleur
- Genre : horreur, slasher
- Durée : 111 minutes
- Dates de sortie :
  - Canada et États-Unis : 15 mai 1981
  - France : 6 janvier 1982
- Interdit aux moins de 12 ans

## Distribution
- Melissa Sue Anderson : Virginia "Ginny" Wainwright
- Glenn Ford (VF : Roland Ménard) : Dr. David Faraday
- Lawrence Dane (VF : Claude Joseph) : Harold "Hal" Wainwright
- Sharon Acker : Estelle Wainwright
- Frances Hyland : Mme Patterson
- Tracey E. Bregman (VF : Catherine Lafond) : Ann Thomerson
- Jack Blum : Alfred Morris
- Matt Craven : Steve Maxwell
- Lenore Zann : Maggie
- David Eisner (VF : Patrick Poivey) : Rudi
- Michel-René Labelle : Etienne Vercures
- Richard Rebiere : Greg Hellman
- Lesleh Donaldson : Bernadette O'Hara
- Lisa Langlois : Amelia

## Production

### Genèse et développement
Bien qu’il semble avoir été directement influencé par les succès des films Vendredi 13 et Le Bal de l'horreur, la pré-production de Happy Birthday : Souhaitez ne jamais être invité a commencé avant la sortie de ces films.
En revanche, le succès du film La Nuit des masques, premier film de la saga Haloween a peut-être influencé la production de ce film.
Un troisième brouillon du film datant d’avril 1980 montre que le scénario proposait au départ que Virginia soit la tueuse, possédée par l’esprit de sa mère décédée. Bien que cette fin ait plus de sens sur le plan logique que la fin filmée, les cinéastes pensaient que ce qui est montré dans le film n'est pas suffisamment décisif. Néanmoins, la majorité du film évoque la possibilité que Virginia soit la coupable, ce qui indique qu'une partie du film a été tournée dans ce sens. Cette version du scénario comprend également un bon nombre de scènes qui n'ont jamais été tournées ni réécrites, y compris certaines qui montrent plus clairement l'amour d'Alfred pour Virginia et la relation difficile entre Virginia et son père.
Le script a été complètement retravaillé par les scénaristes Timothy Bond et Peter Jobin avant le début de la production.

### Rôles
L'actrice Melissa Sue Anderson, qui s'était fait connaître pour son interprétation de Mary Ingalls dans la série télévisée La Petite Maison dans la prairie, a été choisie pour son premier long métrage.
Lisa Langlois a auditionné pour le rôle d'Ann, mais ce rôle a été attribué à Tracy Bregman.

### Tournage
Le tournage du film s'est déroulé entre juillet et septembre 1980.
Une grande partie a été tournée au Loyola College de Montréal et aux alentours, tandis que les scènes de pont-levant ont été tournées à Phoenix, dans l'État de New York, aux abords de Syracuse.
Les effets de maquillage du film ont été réalisés par le gourou des effets spéciaux Tom Burman. Le réalisateur J. Lee Thompson est devenu célèbre pour avoir jeté des seaux de sang sur le tournage du film pour augmenter le côté gore à l'écran. Selon le producteur John Dunning, avec l'aide de Tom Burman, Thompson « éclaboussait le sang dans tous les sens ».

## Accueil
Le film a rapporté un total de 10 millions de dollars au box-office nord-américain.